# Fornovo di Taro
Fornovo di Taro – miejscowość i gmina we Włoszech, w regionie Emilia-Romania, w prowincji Parma.
Według danych na rok 2004 gminę zamieszkiwały 5973 osoby, 104,8 os./km².